# Skidegate Channel

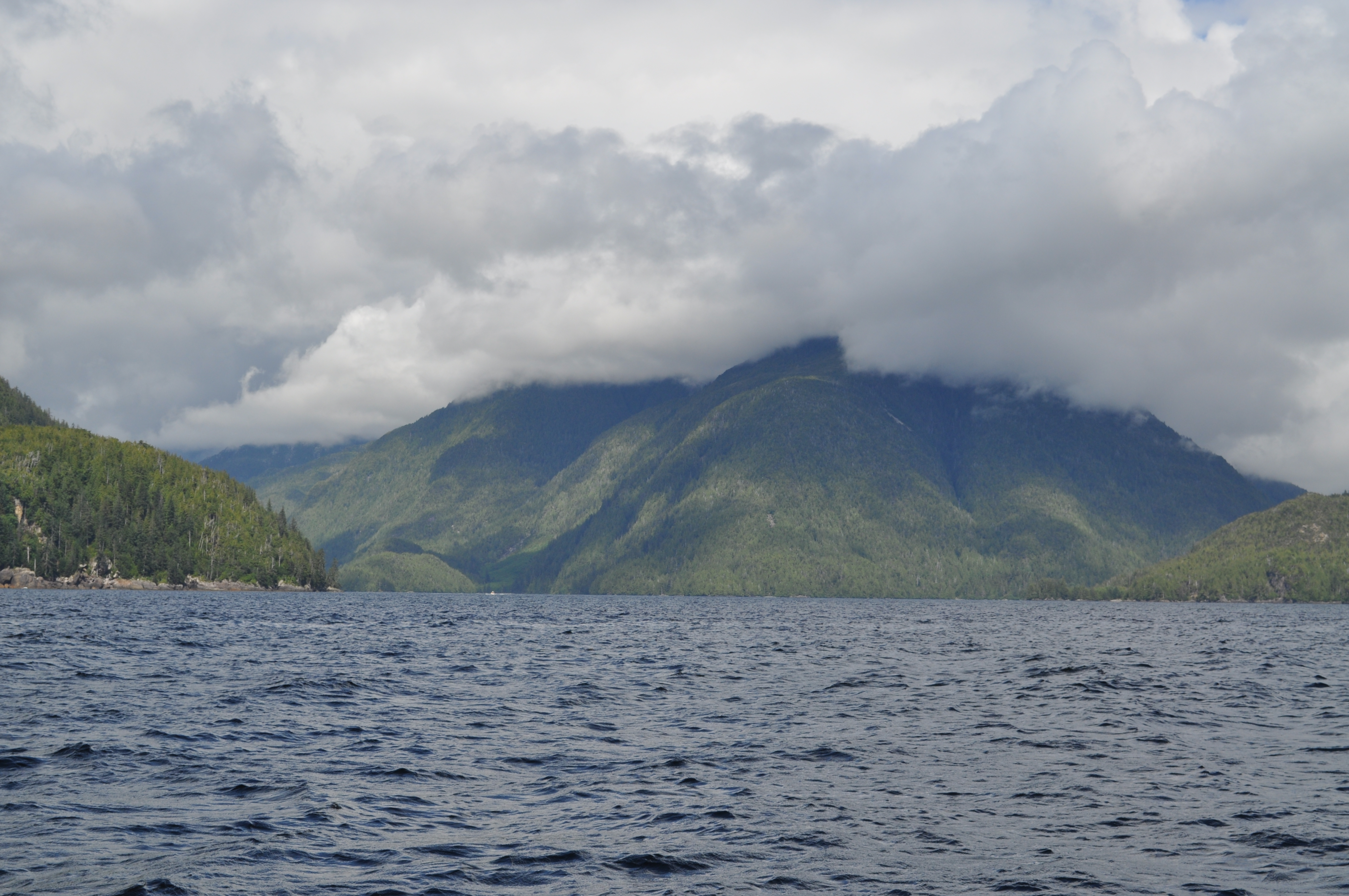
Zicht op Dawson Inlet vanaf Skidegate Channel

Het Skidegate Channel is een zeestraat in het westen van Brits-Columbia in Canada.

## Geografie
De zeestraat ligt in de eilandengroep Haida Gwaii en scheidt Grahameiland in het noorden van Moresby Island en Chaatl Island in het zuiden. In het westen mondt de zeestraat uit in de Grote Oceaan, in het oosten in de Skidegate Inlet. Het kanaal heeft een lengte van 33 kilometer, een maximale breedte van 4,3 kilometer en een minimale breedte van niet meer dan 65 meter bij East Narrows. Dawson Inlet vertakt zich naar het noorden vanaf Skidegate Channel nabij het westelijke eindpunt bij de Grote Oceaan. Trounce Inlet vertakt zich naar het noorden vanaf Skidegate Channel nabij het middelpunt.
Het waterlichaam ligt in de mariene ecoregio Noord-Amerikaans Pacifisch Fjordland.